# Бій під Мирополем
Бій під Мирополем стався 16—17 травня (4—5 травня за старим стилем) 1863 року під час Польського повстання 1863 року.
Керівниками повстання на території Правобережної України були Едмунд Ружицький, Ізидор Коперницький та Александер Яблоновський. Вони вимагали від центрального проводу повстання у Конгресовому Королівстві, щоби сильні повстанські загони увійшли з австрійської Галичини до Правобережжя. Повстанський комітет у Львові з цим планом не погодився, але Ружицький домовився з одним із керівників повстанців, Висоцьким, що на початку травня почнеться повстання на Київщині та Волині, якому допоможе загін Висоцького. Поділля мало повстати трохи пізніше.
Щоб привернути на свій бік селянство, повстанці проголосили так звану «Золоту грамоту», в якій обіцяли, що у власність селян навічно та без всякої оплати переходять орні землі та майно, за які зараз селяни мали сплачувати чинш чи відробіток панам. Селяни сприйняли цю відозву по-різному. Іноді охоче, але часом, як на Київщині, вороже, не даючи йому віру. Траплялися навіть напади на повстанців, що зачитували селянам «грамоти». Як сказав Павло Ясениця, «український люд боровся з повстанням не тому, що воно було польським, а тому, що він вважав його панським». Окрема відозва була випущена до поляків на Русі, яка закликала до надання допомоги повстанню в Литві та Польщі.
Ружицький планував почати повстання у Волинській губернії (в основному в її північній частині), і в цьому напрямку було відправлено з Києва кілька груп під загальним керівництвом капітана Владислава Рудницького. У багатьох місцях, однак, були напади на повстанців з боку озброєних селян. Часто також траплялися напади на шляхетські маєтки. Трохи краще була ситуація на Волині, де селяни частіше ставилися прихильно до повстанців.
У Київському військовому окрузі було російських військ до 45 тисяч. Цього виявилося не тільки достатнім для придушення повстання в межах округу, але навіть для допомоги в суміжних частинах Люблінської і Гродненської губерній. Російська влада закликала українське селянство до створення самооборони з метою опору польським повстанцям. Такі загони самооборони отримали назву селянської варти.
Повстанці зосередилися особливо у Васильківському повіті, в маєтку графів Браницьких. Ружицький на початку травня на чолі близько 200 кіннотників виступив до Любара, а потім перейшов до Полонного, де якийсь час чекав на перехід кордону з боку Австрійської Галичини загоном Висоцького, але, як виявилося, даремно.
17 травня стався бій під Мирополем, який і поляки, і росіяни вважають своєю перемогою. Ружицький залишив у Мирополі відділ піхоти під проводом Владислава Цєхоньського, а сам із кінними повстанцями пішов на Поділля. Але на Поділлі повстання не спалахнуло, не в останню чергу через те, що терен не дуже придатний до партизанських дій. Тим часом загін Цєхонського був розбитий росіянами під Миньковцями 22 травня, і його залишки приєдналися до Ружицького. 26 травня стався бій під Салихою, де Ружицькому вдалося вирватися від росіян та перейти 27 травня зі своїм загоном через кордон до Галичини. Кампанія тривала всього 3 тижні, і це був початок кінця для повстання на Правобережній Україні.
Наступні спроби сильних повстанських загонів із Галичини вторгнутися до Волинської губернії у м. Радзивилів (1 липня/19 червня) та у Жджар (1 листопада/20 жовтня) скінчилися невдало.